# Lastprofil

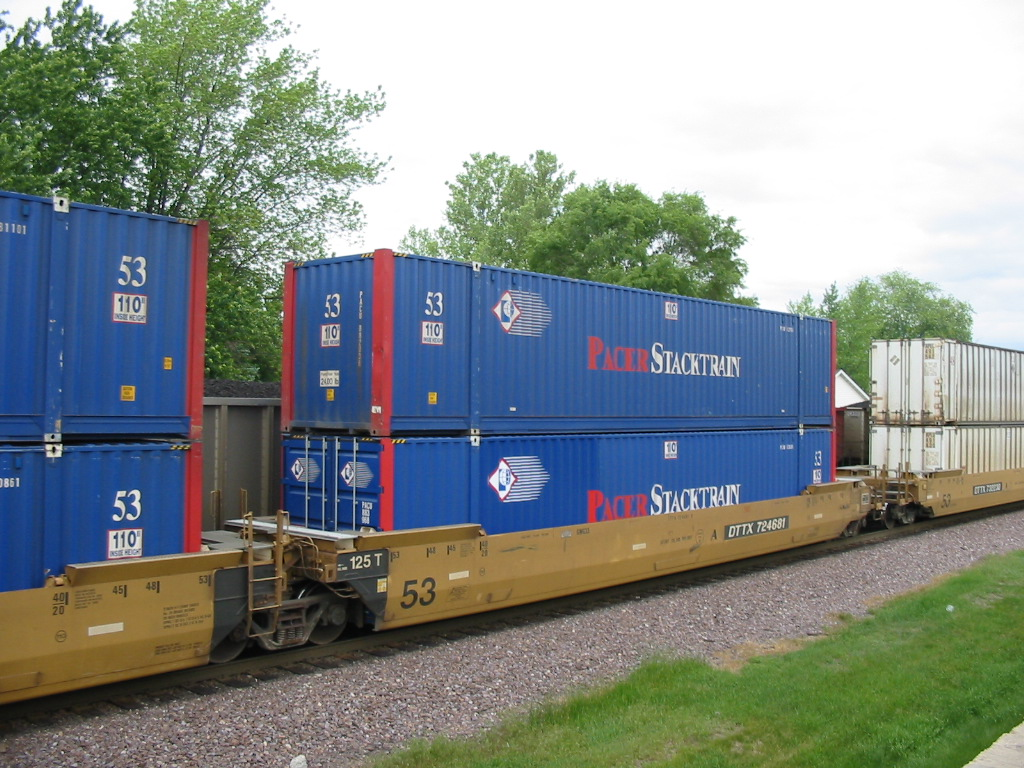
Godståg i USA med två containrar på höjden. Bilden visar även hur man med en jakobsboggi kan utnyttja höjden bättre i lastprofilen.

Lastprofil är det utrymme i sid- och höjdled som ett järnvägsfordon har att hålla sig inom. Varje bana är byggd för en viss lastprofil. Den kallas även statisk lastprofil som avser en tom eller fullastad vagn på rakspår.
Man definierar även en dynamisk lastprofil som avser dels det utrymme som tillkommer av att i kurvor överhäng och mittdel sticker ut från rälsens mitt, dels det utrymme som tillkommer genom fjädringsrörelser, även i extremfallet fjäderbrott. Det är den dynamiska lastprofilen som bestämmer det fria utrymme som krävs utmed spåret.
De nedan följande måtten för länders lastprofiler kan inte jämföras rakt av. Detta eftersom fordonslängden och hjulaxlars/boggiers placeringar inverkar på hur mycket fordonet genar i innerkurvor respektive sticker ut i ytterkurvor. Generellt gäller att måtten för vissa länder baseras på långa fordon medan andra lastprofiler anges med betydligt kortare fordon som bas – vilket gör att långa fordon måste vara avsevärt smalare.

## Lastprofiler i Sverige
I Sverige finns två lastprofiler som är definierade av järnvägsstyrelsen numera Transportstyrelsen. Notera dock att endast Lastprofil A går att framföra utan transportvillkor.
- Lastprofil A[1] har en bredd på 3,40 meter och 4,65 m höjd, men en avsmalning på höjden (max bredd till 3,64 m höjd) vilket gör att lastutrymmet blir dåligt utnyttjat. Detta beror på att det tillgängliga utrymmet under till exempel äldre vägbroar är kraftigt avsmalnande uppåt. Klass A är sedan länge standard i Sverige.
- Lastprofil C (som alltid kräver transportvillkor för att få framföras) är något bredare (3,6 meter) och högre (4,83 meter) – men framför allt mer fyrkantig. Klass C medger 25 procent större volym än klass A. Utbyggnad till den utökade svenska standarden, som anses avgörande för att öka konkurrenskraften, sker successivt. Cirka 1500 kilometer var utbyggda 2002. Den största utnyttjaren av Lastprofil C är Stora Enso som använder SECU-containrar byggda för lastprofilen i sina papperstransporter på fartyg och järnväg.
- Tidigare fanns ytterligare en lastprofil, lastprofil B, som var samma som klass A fast lägre (4,30 m hög). Den gällde enbart på Malmbanan norr om Kiruna (på grund av snöskyddstak) men är numer uppgraderad till lastprofil A. Klass B uppfyller inte standarden UIC-GB vilket alla andra banor med godståg i Sverige klarar. I Norge finns fler banor med denna profil (4,45 m höjd).[2]

Observera att all trafik som överskrider någon av de tekniska normerna ska framföras som specialtransport.

## Andra länder
Den internationellt (i Europa utom i Storbritannien) alltid tillåtna lastprofilen är 3,15 m bred och 4,28 m hög, fast avsmalnande mot mitten. Den är bara 3,17 m hög vid full bredd. Lastprofilen UIC-GA som fungerar på nästan alla större linjer är en aning högre, 4,32 m. Lastprofilen UIC-GB är lika hög (4,32 m) och bred (3,15 m) men har lastbilsbredd (2,56 m) på 4,08 m höjd.
I Finland, Estland, Lettland, Litauen, Vitryssland, Ukraina och Ryssland är 3,66 meters bredd och 5,3 meters höjd tillåtet.
I Nederländerna gäller 3,4 meters bredd och 4,7 meters höjd.
Storbritannien med världens första järnvägsnät har extra liten lastprofil, 2,74 meters bredd, 3,35 meters höjd vid sidorna, 4,11 meter i mitten. Vanliga containrar (2,6 m höga) får inte plats ovanpå boggier (cirka 1 m höjd), utan man behöver vagnar där containrar får vara mellan boggierna. På en del banor är det större profil.
I USA har man en högre lastprofil, normalt 4,6–4,7 meter. På vissa banor tillåts två containrar att placeras på varandra (kräver 6,2 meter).

## Elektrifiering
Siffrorna på tillåten höjd gäller fordonen. Strömavtagare når högre och elledningar ännu högre, vilket gör att elektrifierade banor med växelström (15-25 kV) kräver runt en meter mer fri höjd under broar och i tunnlar. Vid likström (1500-3000 V) kan utrymmet för ledningar vara runt en halvmeter.

## Tunnelbanor
Tunnelbanor har egna standarder på många områden, inte minst lastprofil. Tunnelbanor brukar ha mycket liten lastprofil, vilket gör tunnelbyggen billigare. Strömskenan kräver nästan inget utrymme, till skillnad från kontaktledningar.